# Antal Stašek

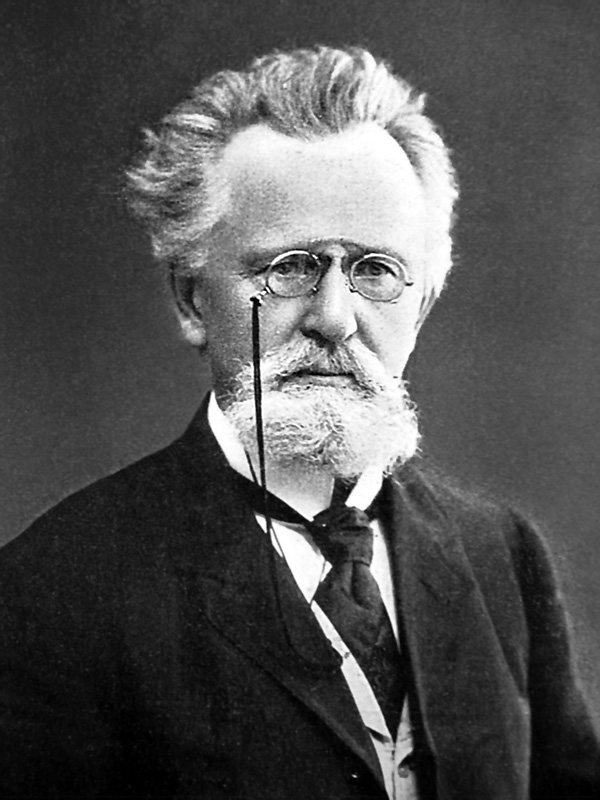
Antal Stašek

Antal Stašek (eigentlich Antonín Zeman, * 22. Juli 1843 in Stanový; † 9. Oktober 1931 in Prag) war ein tschechischer Rechtsanwalt und Schriftsteller.
Antal Stašek studierte Rechtswissenschaften und war als Rechtsanwalt lange in Semily tätig. Er verfasste patriotische Lyrik, wandte sich dann aber der realistischen Darstellung des Lebens im Riesengebirge zu. Stašek übersetzte auch aus dem Polnischen, Russischen, Französischen und Deutschen.
Sein Sohn Ivan Olbracht war ebenfalls Schriftsteller.